# Achille Van Acker
Achille Van Acker (8 de abril de 1898 — 10 de julho de 1975) foi um político da Bélgica. Ocupou o lugar de primeiro-ministro da Bélgica.